# Ernest Gimpel
Pour les articles homonymes, voir Gimpel.
Ernest Gimpel (dit Charles Gimpel après la guerre), alias Charles Beauchamps, Cercle et Doucet, (Vaucresson, Seine-et-Oise, France, 5 août 1913 - Woodbridge, Suffolk, Royaume-Uni, 26 janvier 1973) est un résistant français, Compagnon de la Libération, de mère anglaise, affecté au Bureau central de renseignement et d'action, ainsi qu'un marchand d'art.
Il est le fils du marchand d'art René Gimpel.
Arrêté le 12 janvier 1944 avec son chef, André Boulloche, par la Gestapo, Ernest est torturé et déporté en Allemagne le 27 avril 1944, après deux mois de détention à Compiègne.
Passé successivement à Auschwitz et Buchenwald, il arrive au camp de concentration de Flossenbürg le 25 mai 1944.
Libéré le 24 avril 1945 par l'avancée des troupes alliées, il est rapatrié en France et rattaché à la Direction générale des études et des recherches ( DGER).
Il quitte l'armée avec le grade de commandant, et s'installe en Angleterre.
Il s'y marie, adopte le nom de Charles Gimpel et dirige jusqu'à sa mort une galerie de peinture de réputation internationale, Gimpel fils, fondée en 1946 avec son épouse Kay et son frère Pierre.
Charles Gimpel était également un photographe amateur qui, au cours de six voyages dans l'Arctique canadien, a entrepris de documenter la vie des Inuits au cours des décennies 1950 et 1960. Son travail a fait l'objet d'une exposition à Cambridge en 1992, ainsi que d'un ouvrage de l'historienne canadienne Maria Tippett (en).
Il meurt le 26 janvier 1973 à Woodbridge (Suffolk), où il est inhumé.

## Décorations
- Chevalier de la Légion d'honneur
- Compagnon de la Libération par décret du 7 août 1945[5]
- Croix de guerre 1939–1945 (3 citations)
- King's Medal for Courage in the Cause of Freedom (GB)